# Premi Oscar 1929
La 1ª edizione della cerimonia di premiazione dei Premi Oscar si tenne il 16 maggio 1929 nella Blossom Room dell'Hollywood Roosevelt Hotel di Los Angeles. I conduttori della serata furono Douglas Fairbanks e William C. deMille.
La cerimonia, nel suo complesso, durò solo 4 minuti e 22 secondi e l'evento non ebbe quasi alcuna copertura mediatica.

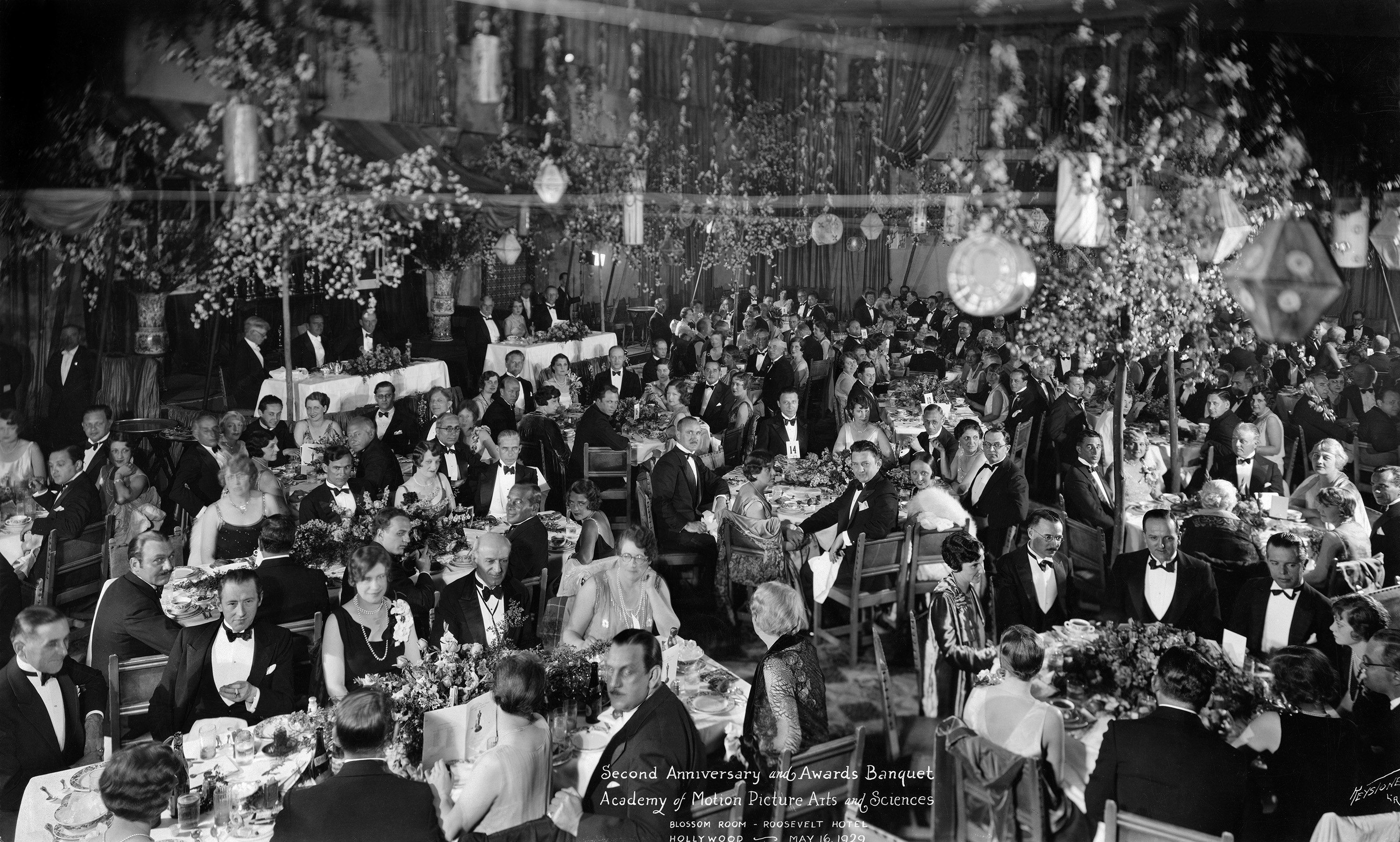
La 1ª edizione della cerimonia di premiazione degli Oscar il 16 maggio 1929.

## Vincitori e candidati
Vengono di seguito indicati in grassetto i vincitori. Ove ricorrente e disponibile, viene indicato il titolo in lingua italiana e quello in lingua originale tra parentesi.

### Miglior produzione
- Ali (Wings), regia di William A. Wellman
- The Racket, regia di Lewis Milestone
- Settimo cielo (Seventh Heaven), regia di Frank Borzage

### Miglior produzione artistica
- Aurora (Sunrise: A Song of Two Humans), regia di Friedrich Wilhelm Murnau
- Chang: la giungla misteriosa (Chang: A Drama of the Wilderness), regia di Merian C. Cooper ed Ernest B. Schoedsack
- La folla (The Crowd), regia di King Vidor

### Miglior regista
- Per un film drammatico
  - Frank Borzage - Settimo cielo (Seventh Heaven)
  - Herbert Brenon - Padre (Sorrell and Son)
  - King Vidor - La folla (The Crowd)
- Per un film commedia
  - Lewis Milestone - Notte d'Arabia (Two Arabian Knights)
  - Ted Wilde - A rotta di collo (Speedy)

### Miglior attore
- Emil Jannings - Crepuscolo di gloria (The Last Command) e Nel gorgo del peccato (The Way of All Flesh)
- Richard Barthelmess - Ferro e fuoco (The Patent Leather Kid) e The Noose

### Migliore attrice
- Janet Gaynor - Aurora (Sunrise: A Song of Two Humans), L'angelo della strada (Street Angel) e Settimo cielo (Seventh Heaven)
- Louise Dresser - A Ship Comes In
- Gloria Swanson - Tristana e la maschera (Sadie Thompson)

### Miglior sceneggiatura
- Benjamin Glazer - Settimo cielo (Seventh Heaven)
- Alfred Cohn - Il cantante di jazz (The Jazz Singer)
- Anthony Coldeway - Glorious Betsy

### Miglior soggetto originale
- Ben Hecht - Le notti di Chicago (Underworld)
- Lajos Biró - Crepuscolo di gloria (The Last Command)

### Miglior fotografia
- Charles Rosher e Karl Struss - Aurora (Sunrise: A Song of Two Humans)
- George Barnes - The Devil Dancer, The Magic Flame e Tristana e la maschera (Sadie Thompson)

### Miglior scenografia
- William Cameron Menzies - Nella tempesta (Tempest) e The Dove
- Rochus Gliese - Aurora (Sunrise: A Song of Two Humans)
- Harry Oliver - Settimo cielo (Seventh Heaven)

### Migliori effetti tecnici
- Roy Pomeroy - Ali (Wings)
- Ralph Hammeras - (Questo premio non fu associato ad un particolare film)
- Nugent Slaughter - (Questo premio non fu associato ad un particolare film, anche se nei risultati ufficiali l'Academy indica che Slaughter fu candidato principalmente per Il cantante di jazz)

### Migliori didascalie
- Joseph Farnham - (Questo premio non fu associato ad un particolare film)
- Gerald Duffy - La vita privata di Elena di Troia (The Private Life of Helen of Troy)
- George Marion Jr. - (Questo premio non fu associato ad un particolare film)

## Premi speciali

### Oscar onorario
- Alla Warner Bros. per aver prodotto Il cantante di jazz (The Jazz Singer), il pionieristico ed eccezionale primo film sonoro, che ha rivoluzionato l'industria cinematografica.
- A Charlie Chaplin per aver interpretato, scritto, diretto e prodotto Il circo (The Circus).